# Carlos Chinin
Carlos Eduardo Bezerra Chinin (San Paolo, 3 maggio 1985) è un ex multiplista brasiliano.

## Biografia
Chinin ha esordito in ambito extra-nazionale nel 2004, cimentandosi nelle prove multiple. Nel 2006 ha ottenuto il suo primo riconoscimento in ambito internazionale, vincendo la medaglia d'oro ai Campionati sudamericani di Tunja, risultato mantenuto anche ai Giochi sudamericani di Buenos Aires per atleti under 23. Nel 2007 ha conquistato una medaglia di bronzo ai Giochi panamericani in Brasile e ha debutatto mondialmente alle Universiadi in Thailandia, ottenendo un bronzo, e ai Mondiali in Giappone, senza portare a termine le gare.
Nel 2008, Chinin ha partecipato ai Giochi olimpici di Pechino 2008 ma è costretto a fermarsi dopo la corsa ad ostacoli a causa di una contrattura, si è rifatto l'anno seguente vincendo di nuovo il titolo sudamericano in Perù. Nel 2013, dopo aver stabilito un nuovo record sudamericano, Chinin partecipa ai Mondiali in Russia finendo sesto.

## Progressione

### Decathlon
| Stagione | Punteggio | Luogo          | Data      | Rank. Mond. |
| -------- | --------- | -------------- | --------- | ----------- |
| 2014     | 6489 p.   | São Bernardo   | 24-8-2014 |             |
| 2013     | 8393 p.   | San Paolo      | 8-6-2013  |             |
| 2011     | 8068 p.   | Kladno         | 16-6-2011 |             |
| 2010     | 7741 p.   | San Paolo      | 23-5-2010 |             |
| 2009     | 7690 p.   | Bragança       | 31-5-2009 |             |
| 2008     | 7778 p.   | Götzis         | 1-6-2008  |             |
| 2007     | 7977 p.   | Rio de Janeiro | 24-7-2007 |             |
| 2006     | 7261 p.   | San Paolo      | 24-9-2006 |             |
| 2005     | 7426 p.   | San Paolo      | 19-6-2005 |             |

## Palmarès
| Anno | Manifestazione             | Sede           | Evento    | Risultato | Prestazione | Note |
| ---- | -------------------------- | -------------- | --------- | --------- | ----------- | ---- |
| 2004 | Sudamericani U23           | Barquisimeto   | Decathlon | dnf       | dnf         |      |
| 2005 | Sudamericani               | Cali           | Decathlon | 4º        | 7307 p.     |      |
| 2006 | Sudamericani               | Tunja          | Decathlon | Oro       | 7208 p.     |      |
| 2006 | Sudamericani U23           | Buenos Aires   | Decathlon | Oro       | 7253 p.     |      |
| 2007 | Giochi panamericani        | Rio de Janeiro | Decathlon | Bronzo    | 7977 p.     |      |
| 2007 | Universiadi                | Bangkok        | Decathlon | Bronzo    | 7920 p.     |      |
| 2007 | Mondiali                   | Osaka          | Decathlon | dnf       | dnf         |      |
| 2008 | Giochi olimpici            | Pechino        | Decathlon | dnf       | dnf         |      |
| 2009 | Sudamericani               | Lima           | Decathlon | Oro       | 7474 p.     |      |
| 2010 | Campionati ibero-americani | San Fernando   | Decathlon | dnf       | dnf         |      |
| 2013 | Mondiali                   | Mosca          | Decathlon | 6º        | 8388 p.     |      |